# Cá sóc Hậu Giang
Cá sóc Hậu Giang, tên khoa học Oryzias haugiangensis là một loài cá thuộc chi Cá sóc trong họ Cá sóc. Loài này được tìm thấy ở Việt Nam.